# Крейл (Флеволанд)
Крейл (нидерл. Creil) — село в общине Нордостполдер провинции Флеволанд, Нидерланды. Является одним из так называемых «зелёных сёл» (нидерл. groendorpen). Население составляет 1670 человек по состоянию на 1 января 2020 года.

## Название
Название Крейл происходит от названия бывшего села, которое некогда находилось на побережье Зёйдерзе, и которое, в свою очередь, получило своё название от Крейлерского леса, который когда-то был расположен к северо-востоку от современной Северной Голландии, на том месте, где сейчас находится Эйсселмер, примерно между Текселом и Энкхёйзеном. Возможно, это был не лес с высокими деревьями, а заросшее кустарником болото. Во фризском языке слово kriel встречается в двух значениях: одно происходит от растительности («дикие кусты или деревья, особенно в низинных водоёмах»), а второе ведёт начало от почвы («низинная и заболоченная земля, поросшая дикими зарослями»). Оба значения можно свести к «болотистому растительному покрову».

## История
Современный Крейл был спроектирован Управлением Вирингермера, одной из задач которого было проектирование и контроль строительства поселений во вновь созданных польдерах, строительство города началось в 1953 году.

## Инфраструктура
В 2004 году здание, ранее принадлежавшее католической церкви в центре Крейла, было перестроено в центр услуг под названием Het Saalicon. Здесь находятся аптека, поликлиника, парикмахерская, центр для пожилых людей и несколько выставок местных художников.
В Крейле находятся три начальных школы: католическая школа Яна Ротана, государственная начальная школа De Springplank и христианская начальная школа De Regenboog. Эти школы находятся в одном здании и имеют много общих помещений, таких как школьный двор и гимнастический зал.
Земля в окрестностях Крейла является почвой для выращивания большого количества луковичных цветов, и каждую весну село организует Bloembollen Vakdagen Flevoland, конкурс между местными производителями цветов.
Также в Крейле находятся футбольный клуб SC Creil и протестантская церковь.

## Галерея
- Крейл, вид издалека с полей.
- Восточный въезд в Крейл, во время празднования 50-летия города в 2003 году.
- Крейл зимой в 2005 году.
- Протестантская, и единственная ныне церковь в Крейле.
- Вид на Het Saalicon из центра деревни.